# Headgear
Headgear (ヘッドギア,?, Heddogia, in inglese 'copricapo', 'casco') era un gruppo creativo polivalente giapponese, operante nel campo dei manga e degli anime, formato nel 1987 da Mamoru Oshii, Kazunori Itō, Akemi Takada, Yutaka Izubuchi e Masami Yūki. Scopo del gruppo, con cui ha collaborato anche il compositore Kenji Kawai, era la creazione di soggetti ed il loro sviluppo in manga ed anime completi di cui ciascun membro avrebbe detenuto il pieno copyright. Promotore del progetto Headgear è stato Mamoru Oshii, che aveva il compito di ideare i soggetti; Kazunori Itō scriveva la sceneggiatura; Masami Yūki creava il manga; Akemi Takada si occupava delle illustrazioni e del character design e Yutaka Izubuchi del mecha design. Primo lavoro del gruppo ad aver visto la luce è l'OAV Twilight Q, ma l'opera più importante partorita da Headgear è stata sicuramente la celebre saga di Kidō keisatsu Patlabor, in Italia nota più semplicemente come Patlabor, di cui il gruppo ha creato un manga, due serie OAV, una serie TV e due lungometraggi. Il sodalizio si è sciolto dopo la realizzazione del film Patlabor 2: The Movie nel 1993. Il terzo film della saga, WXIII: Patlabor the Movie 3 del 2001, infatti, non è un'opera di Headgear, anche se questo è comunque rimasto titolare del copyright.